# Tongshanjiabu
El Tongshanjiabu (xinès 同山加布峰) és una muntanya de 7.207 metres d'alçada de la serralada de l'Himalàia, situada a la frontera entre Bhutan i la República Popular de la Xina, fet que el fa la 103a muntanya més alta del món. Està situada en un terreny fronterer en disputa entre ambdós països. Oficialment, el Tongshanjiabu no ha estat mai ascendit.
El nom Tongshanjiabu està indicat en un mapa del Butlletí Alpinístic del Japó del mes de maig de 2003 (número 44). El punt més alt de la regió sovint se l'anomena com a Teri Kang, però sembla que és el nom d'un cim subsidiari.